# Гиршенко, Сергей Георгиевич
Сергей Георгиевич Гиршенко (род. 11 мая 1953, Ростов-на-Дону, РСФСР, СССР) — советский и российский скрипач и дирижёр.
Заслуженный артист РСФСР (1989). Народный артист Российской Федерации (2004).

## Биография
Родился в семье музыкантов. Окончил Среднюю специальную музыкальную школу при Ленинградской консерватории (1971). Поступил в Московскую консерваторию в класс Давида Ойстраха, после его смерти учился у Дмитрия Цыганова, под руководством которого окончил курс в 1977 г. и ассистентуру в 1979 г.
Солист-концертмейстер Государственного академического симфонического оркестра России имени Е. Ф. Светланова.
С 1987 г. преподаёт в Московской консерватории, с 2007 г. профессор. Также преподаёт в Центральной музыкальной школе при Московской консерватории.

## Награды и звания
- Орден Дружбы (25 декабря 2014 года) — за большие заслуги в развитии отечественной культуры и искусства, многолетнюю плодотворную деятельность[2].
- Народный артист Российской Федерации (7 февраля 2004 года) — за большие заслуги в области искусства[3].
- Заслуженный артист РСФСР (30 мая 1989 года) — за заслуги в области советского искусства[4].
- Премия «Viotto d’Oro» (Италия, 1989).